# 齐肖
齐肖（德語：Zichow）是德国勃兰登堡州的一个市镇，隶属于乌克马克县。总面积为32.21平方千米，截至2020年总人口为547人。